# 11253 Mesyats
11253 Mesyats este un asteroid din centura principală de asteroizi.

## Descriere
11253 Mesyats este un asteroid din centura principală de asteroizi. A fost descoperit pe 26 octombrie 1976 la Observatorul de Astrofizică din Crimeea de Tamara Smirnova. Asteroidul prezintă o orbită caracterizată de o semiaxă mare de 2,23 ua, o excentricitate de 0,20 și o înclinație de 5,0° în raport cu ecliptica.